# Leandro Lacunza
Leandro Lautaro Lacunza (Punta Alta, Provincia de Buenos Aires, Argentina; 21 de julio de 1997) es un futbolista argentino. Juega como lateral derecho y actualmente milita en el Birkirkara Football Club de Malta.

## Trayectoria

### Olimpo
A los 14 años llega al club proveniente de Rosario Puerto Belgrano, para disputar las divisiones inferiores en Olimpo.
En mayo de 2016, tras las suspensión de Ezequiel Parnisari, la lesión de Cristian Villanueva y su gran nivel en la Reserva, debuta profesionalmente en el club, de la mano de Cristian Díaz, en la Primera División 2016, en el empate por 1-1 ante Banfield, donde tiene un gran rendimiento. Para el siguiente partido, ya con los 2 jugadores mencionados disponibles, se gana el puesto y vuelve a ser titular en la derrota frente a Patronato por 1-0, en donde sería expulsado al final del encuentro.
En julio del mismo año, es titular en los 32avos de final de la Copa Argentina 2015/16, donde Olimpo elimina a Gimnasia de Jujuy en los penales.
Un mes más tarde, firma su primer contrato como profesional en el club, que lo vincula a la institución hasta junio de 2019.
Luego, con la llegada de varios refuerzos en su puesto, quedó relegado y estuvo un año y medio jugando en la Reserva, donde el técnico Juan Barbas le dio la cinta de capitán.
En marzo de 2018, Christian Bassedas lo vuelve a tener en cuenta, tras la expulsión de Cristian Villanueva y la lesión de Pablo Rosales, y es titular, en la fecha 19 de la Primera División 2017/18, en la derrota ante Colón por 3-0. En su vuelta a la Primera de Olimpo, se gana el puesto y juega los 8 encuentros restantes de la temporada, que finaliza con el descenso del "Aurinegro" a la Primera B Nacional.
En julio de 2018, con Darío Bonjour como técnico, es titular en los 32avos de final de la Copa Argentina 2017/18, partido en el que marca el último tanto en la tanda de penales, al eliminar a Aldosivi tras empatar en los 90 minutos.
En la Primera B Nacional 2018/19 se convierte en titular indiscutible, jugando 22 de los 24 partidos de la temporada. A fines de 2018, renueva su contrato con el club hasta junio de 2021. En marzo de 2019, en la fecha 22, debuta profesionalmente en las redes marcando un doblete en la victoria por 2-1 ante Chacarita. A pesar de este envión anímico, con Marcelo Broggi como técnico, Olimpo no puede evitar el descenso al Torneo Federal A.
En el Torneo Federal 2019/20 es titular en 12 de las 14 fechas del primer semestre de la temporada.

## Clubes
| Club   | País      | Año    |
| ------ | --------- | ------ |
| Olimpo | Argentina | 2016-? |

## Estadísticas
- Actualizado hasta el 2 de abril de 2020.

| Olimpo Argentina                                     | 1.ª                 | 2016                | 2  | 0 | 1 | 0 | - | - | 3  | 0 |
| Olimpo Argentina                                     | 1.ª                 | 2016/17             | 0  | 0 | - | - | - | - | 0  | 0 |
| Olimpo Argentina                                     | 1.ª                 | 2017/18             | 9  | 0 | 2 | 0 | - | - | 11 | 0 |
| Olimpo Argentina                                     | 2.ª                 | 2018/19             | 22 | 2 | - | - | - | - | 22 | 2 |
| Olimpo Argentina                                     | 3.ª                 | 2019/20             | 12 | 0 | - | - | - | - | 12 | 0 |
| Olimpo Argentina                                     | Total               | Total               | 45 | 2 | 3 | 0 | - | - | 48 | 2 |
| Total en su carrera                                  | Total en su carrera | Total en su carrera | 45 | 2 | 3 | 0 | - | - | 48 | 2 |
| (1) La copa nacional se refiere a la Copa Argentina. |                     |                     |    |   |   |   |   |   |    |   |